# 장평초등학교 임리분교
장평초등학교 임리분교는 대한민국 전라남도 장흥군 장평면 임리어곡길 66 (임리)에 있었던 공립 초등학교이다.

## 학교 연혁
- 1933년 5월 24일 장평공립보통학교 부설 임리간이학교 개교
- 1942년 4월 1일 장평동공립국민학교 승격
- 1984년 6월 15일 병설유치원 개원
- 1994년 3월 1일 장평국민학교로 편입
- 1996년 3월 1일 장평초등학교 임리분교로 개칭
- 2004년 3월 1일 장평초등학교로 통폐합